# Glasser-Gletscher
Der Glasser-Gletscher ist ein rund 1,5 km langer und 500 m breiter Gletscher auf der Ulu-Halbinsel im Nordwesten der westantarktischen James-Ross-Insel. Er fließt von einem Eisdom auf den Lachman Crags in westlicher Richtung.
Das UK Antarctic Place-Names Committee benannte ihn 2015. Namensgeber ist der Geograph Neil F. Glasser (* 1966) von der Aberystwyth University, der wichtige Untersuchungen auf der Ulu-Halbinsel unternommen hatte.